# Mistrzostwa Świata Juniorów w Narciarstwie Klasycznym 2006
Mistrzostwa Świata Juniorów w Narciarstwie Klasycznym 2006 – zawody sportowe, które odbyły się w dniach 31 stycznia–5 lutego 2006 r. w słoweńskim Kranju. Podczas mistrzostw zawodnicy rywalizowali w 20 konkurencjach, w trzech dyscyplinach klasycznych: skokach narciarskich, kombinacji norweskiej oraz w biegach narciarskich. W tabeli medalowej zwyciężyła reprezentacja Norwegii, której zawodnicy zdobyli 7 złotych i 1 srebrny i 2 brązowe medale. Najwięcej medali zdobyli reprezentanci Rosji, którzy wywalczyli 1 złoty, 8 srebrnych i 5 brązowych medali (w sumie 14).

## Program
31 stycznia
- Biegi narciarskie – sprint (M/K)
- Biegi narciarskie (U 23) – sprint (M/K)

1 lutego
- Kombinacja norweska – skocznia normalna, 10 kilometrów indywidualnie (M)
- Biegi narciarskie – 5 kilometrów (K), 10 kilometrów (M)

2 lutego
- Skoki narciarskie – skocznia normalna indywidualnie (M)
- Biegi narciarskie (U 23) – 10 kilometrów (K), 15 kilometrów (M)

3 lutego
- Kombinacja norweska – skocznia normalna, 5 kilometrów drużynowo (M)
- Biegi narciarskie – 10 kilometrów łączony (K), 20 kilometrów łączony (M)

4 lutego
- Skoki narciarskie – skocznia normalna drużynowo (M)
- Biegi narciarskie (U 23) – 15 kilometrów łączony (K), 30 kilometrów łączony (M)

5 lutego
- Kombinacja norweska – skocznia normalna, 5 kilometrów indywidualnie (M)
- Skoki narciarskie – skocznia normalna indywidualnie (K)
- Biegi narciarskie – sztafeta 4x3,3 kilometrów (K), 4x5 kilometrów (M)

## Medaliści

### Biegi narciarskie - juniorzy
Mężczyźni
| Konkurencja                      | Data             | Złoto                                                                        | Srebro                                                                         | Brąz                                                        |
| -------------------------------- | ---------------- | ---------------------------------------------------------------------------- | ------------------------------------------------------------------------------ | ----------------------------------------------------------- |
| Sprint techniką dowolną          | 31 stycznia 2006 | Petter Northug                                                               | Daniel Heun                                                                    | Anton Smirnow                                               |
| Bieg łączony na 20 km            | 3 lutego 2006    | Petter Northug                                                               | Ilja Czernousow                                                                | Martin Jakš                                                 |
| Bieg na 10 km techniką klasyczną | 1 lutego 2006    | Petter Northug                                                               | Martin Jakš                                                                    | Dario Cologna                                               |
| Bieg sztafetowy 4x5 km           | 5 lutego 2006    | Norwegia Glenn Elvestad · Eirik Kurland Olsen · Eirik Sæves · Petter Northug | Rosja Nikołaj Moriłow · Jurij Winogradow · Andriej Parfionow · Ilja Czernousow | Czechy Aleš Razým · Jan Krška · Ondřej Horyna · Martin Jakš |

Kobiety
| Konkurencja                     | Data             | Złoto                                                                                         | Srebro                                                               | Brąz                                                                             |
| ------------------------------- | ---------------- | --------------------------------------------------------------------------------------------- | -------------------------------------------------------------------- | -------------------------------------------------------------------------------- |
| Sprint techniką dowolną         | 31 stycznia 2006 | Astrid Jacobsen                                                                               | Natalja Matwiejewa                                                   | Celine Brun-Lie                                                                  |
| Bieg łączony na 10 km           | 3 lutego 2006    | Charlotte Kalla                                                                               | Betty Ann Bjerkreim Nilsen                                           | Eva Nývltová                                                                     |
| Bieg na 5 km techniką klasyczną | 1 lutego 2006    | Astrid Jacobsen                                                                               | Eva Nývltová                                                         | Charlotte Kalla                                                                  |
| Bieg sztafetowy 4x3,3 km        | 5 lutego 2006    | Norwegia Ingunn Weltzien · Marit Liland Fredriksen · Marte Elden · Betty Ann Bjerkreim Nilsen | Szwecja Emma Bergman · Anna Simberg · Anna Hansson · Charlotte Kalla | Rosja Nina Riusina · Łarisa Szajdurowa · Tatjana Morogowa · Swietłana Nikołajewa |

### Biegi narciarskie - U 23
Mężczyźni
| Konkurencja                      | Data             | Złoto            | Srebro             | Brąz             |
| -------------------------------- | ---------------- | ---------------- | ------------------ | ---------------- |
| Bieg na 15 km techniką klasyczną | 2 lutego 2006    | Franz Göring     | Maksim Bułgakow    | Aleksandr Legkow |
| Bieg łączony na 30 km            | 4 lutego 2006    | Aleksandr Legkow | Siergiej Szyriajew | Franz Göring     |
| Sprint techniką dowolną          | 31 stycznia 2006 | Harald Wurm      | Josef Wenzl        | Marcus Hellner   |

Kobiety
| Konkurencja                      | Data             | Złoto             | Srebro             | Brąz             |
| -------------------------------- | ---------------- | ----------------- | ------------------ | ---------------- |
| Bieg na 10 km techniką klasyczną | 2 lutego 2006    | Justyna Kowalczyk | Irina Chazowa      | Julija Czekalowa |
| Bieg łączony na 15 km            | 4 lutego 2006    | Justyna Kowalczyk | Irina Chazowa      | Julija Czekalowa |
| Sprint techniką dowolną          | 31 stycznia 2006 | Guro Strøm Solli  | Walentina Nowikowa | Nicole Fessel    |

### Skoki narciarskie
Mężczyźni
| Konkurencja                       | Data          | Złoto                                                                              | Srebro                                                                | Brąz                                                                  |
| --------------------------------- | ------------- | ---------------------------------------------------------------------------------- | --------------------------------------------------------------------- | --------------------------------------------------------------------- |
| Skocznia normalna - indywidualnie | 2 lutego 2006 | Gregor Schlierenzauer                                                              | Jurij Tepeš                                                           | Andrea Morassi                                                        |
| Skocznia normalna - drużynowo     | 4 lutego 2006 | Austria Mario Innauer · Thomas Thurnbichler · Arthur Pauli · Gregor Schlierenzauer | Słowenia Jurij Tepeš · Primož Roglič · Robert Hrgota · Jernej Košnjek | Japonia Naoya Toyama · Yūhei Sasaki · Kenshirō Itō · Shōhei Tochimoto |

Kobiety
| Konkurencja                       | Data          | Złoto            | Srebro        | Brąz              |
| --------------------------------- | ------------- | ---------------- | ------------- | ----------------- |
| Skocznia normalna - indywidualnie | 5 lutego 2006 | Juliane Seyfarth | Atsuko Tanaka | Elena Runggaldier |

### Kombinacja norweska
Mężczyźni
| Konkurencja                                      | Data          | Złoto                                                       | Srebro                                                                       | Brąz                                                                             |
| ------------------------------------------------ | ------------- | ----------------------------------------------------------- | ---------------------------------------------------------------------------- | -------------------------------------------------------------------------------- |
| Skocznia normalna, bieg na 5 km - indywidualnie  | 5 lutego 2006 | Tom Beetz                                                   | Akito Watabe                                                                 | Miroslav Dvořák                                                                  |
| Skocznia normalna, bieg na 10 km - indywidualnie | 1 lutego 2006 | François Braud                                              | Tom Beetz                                                                    | Miroslav Dvořák                                                                  |
| Skocznia normalna, bieg na 4x5 km - drużynowo    | 3 lutego 2006 | Niemcy Toni Englert · Ruben Welde · Stefan Tuss · Tom Beetz | Austria Tomaz Druml · Tobias Kammerlander · Marco Pichlmayer · Alfred Rainer | Norwegia Jonas Nermoen · Joakim Aakvik · Torkild Rasmussen Aam · Thomas Kjelbotn |

## Tabela medalowa
| Klasyfikacja medalowa | Klasyfikacja medalowa | Klasyfikacja medalowa | Klasyfikacja medalowa | Klasyfikacja medalowa | Klasyfikacja medalowa |
| Lp.                   | Państwo               | złoto                 | srebro                | brąz                  | złoto · srebro · brąz |
| --------------------- | --------------------- | --------------------- | --------------------- | --------------------- | --------------------- |
| 1.                    | Norwegia              | 8                     | 1                     | 2                     | 11                    |
| 2.                    | Niemcy                | 4                     | 3                     | 2                     | 9                     |
| 3.                    | Austria               | 3                     | 1                     | 0                     | 4                     |
| 4.                    | Polska                | 2                     | 0                     | 0                     | 2                     |
| 5.                    | Rosja                 | 1                     | 8                     | 5                     | 14                    |
| 6.                    | Szwecja               | 1                     | 1                     | 2                     | 4                     |
| 7.                    | Francja               | 1                     | 0                     | 0                     | 1                     |
| 8.                    | Czechy                | 0                     | 2                     | 5                     | 7                     |
| 9.                    | Słowenia              | 0                     | 2                     | 0                     | 2                     |
| 10.                   | Japonia               | 0                     | 1                     | 1                     | 2                     |
| 11.                   | Kanada                | 0                     | 1                     | 0                     | 1                     |
| 12.                   | Włochy                | 0                     | 0                     | 2                     | 2                     |
| 13.                   | Szwajcaria            | 0                     | 0                     | 1                     | 1                     |